# Rosa Tannenzapfen

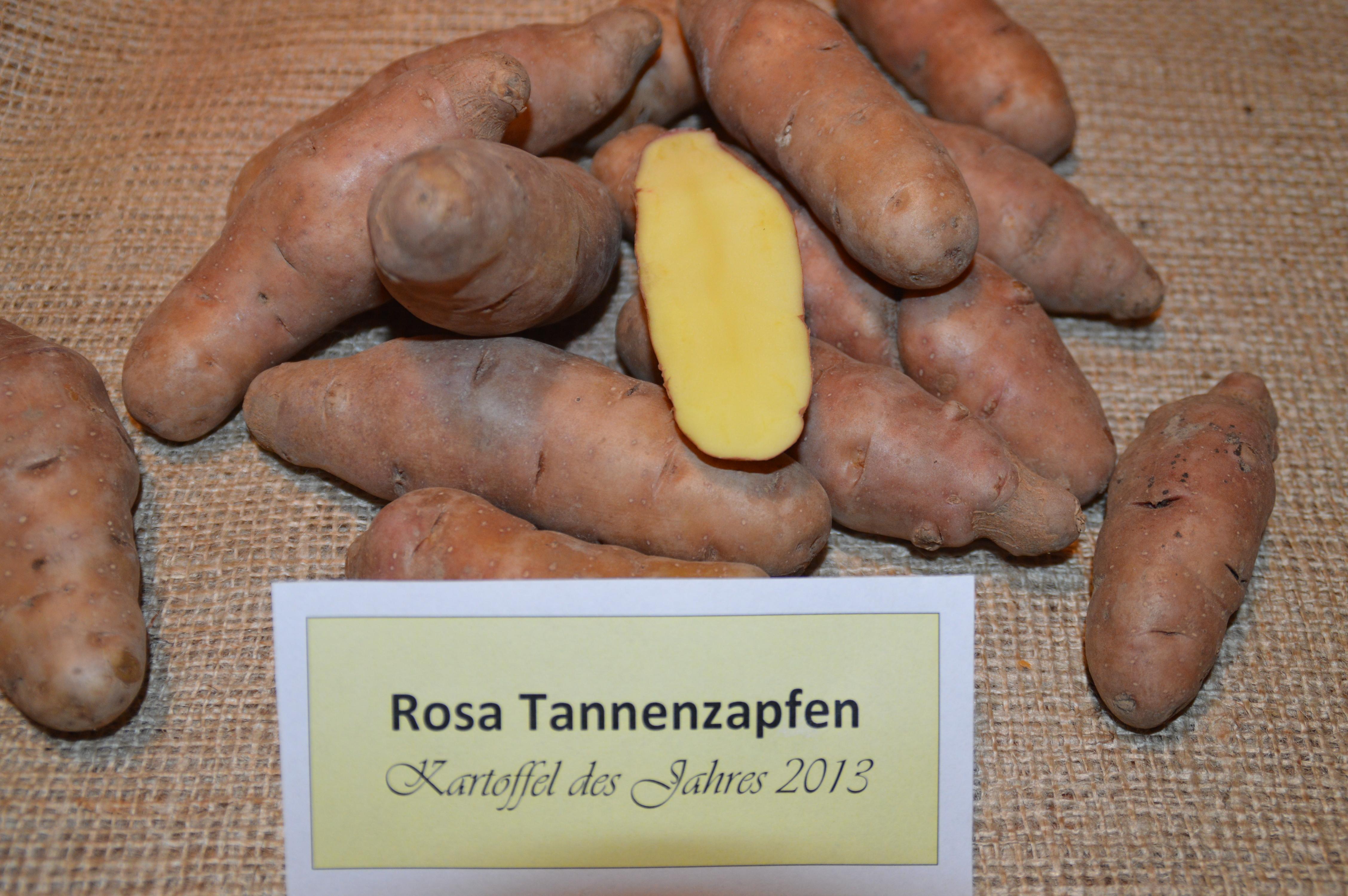

Der Rosa Tannenzapfen ist eine festkochende Kartoffelsorte, in England als „Pink Fir Apple“ bekannt. 2013 war sie Kartoffel des Jahres.

## Eigenschaften
Es handelt sich um eine festkochende spätreifende Kartoffelsorte, die sich gut für Kartoffelsalat eignet. Sie ist extrem lagerfähig. Ihre Schale ist rosa, während ihr Fleisch hellgelb ist. In der Form ist sie länglich. Der Ertrag ist für heutige Verhältnisse niedrig.

## Geschichte
Der Rosa Tannenzapfen wurde 1850 in England als Sorte zugelassen. Ihr Ursprungsland ist nicht zu klären, da die Sorte in mehreren Ländern zugleich auftauchte. Es wird England vermutet.